# 10204 Turing
10204 Turing è un asteroide della fascia principale. Scoperto nel 1997, presenta un'orbita caratterizzata da un semiasse maggiore pari a 2,8021106 UA e da un'eccentricità di 0,0812304, inclinata di 6,90368° rispetto all'eclittica.
L'asteroide è dedicato ad Alan Turing, matematico e logico inglese pioniere della scienza informatica.